# Mario Fortuna (hijo)
Mario Fortuna (Buenos Aires, Argentina; 1941 - Ibid.; 6 de septiembre de 2015)  fue un actor de reparto de cine, teatro y televisión argentino. Es conocido por integrar el elenco del programa Viendo a Biondi.

## Carrera
Hijo del también primer actor Mario Fortuna, adoptó el oficio de su padre. Se crio en junto a sus dos hermanos en una modesta casa en la provincia de Buenos Aires. Su madre fue corista en el género revisteril y vivió sus últimos años pensionada en la Casa del Teatro.
Contratado por el empresario Carlos A. Petit, debutó en teatro, en el Maipo a los dieciséis años con la obra Nerón cumple en 1957 con la Gran Compañía de Revistas, encabezada por Adolfo Stray, Nélida Roca, May Avril, Rafael Carret, Thelma del Río, Pedro Quartucci, Marcos Caplán, Pepe Arias, Nelly Raymond, Ángel Eleta y Raimundo Pastore. En dicha obra caracterizó al diputado radical Ricardo Balbín. Fue Petit quien decidió que se llamara artísticamente como su padre. Después hizo Chorro de petróleo con Egle Martin y Tato Bores. Le tocó suplantar en una cortina al actor Héctor Rivera cuando él hacia el monólogo político. En teatro secundó a reclamados cómicos como Adolfo Stray, Pepe Arias, José Marrone y Don Pelele.
En la televisión argentina pudo lucirse en el programa cómico Viendo a Biondi desde 1961 y en los siete primeros años del ciclo, secundando al genial Pepe Biondi. En ese elenco estable también estuvieron Pepe Díaz Lastra, María Esther Corán, Armando Quintana, Mario Savino, Lita Landi, Leonor Onis, Carlitos Scazziotta, Carmen Morales y Luisina Brando, entre otros. En 1964 con Carlitos Balá integra el personal del programa El soldado Balá, junto a los hermanos Julio de Grazia y Alfonso de Grazia y Carlos Carella. Posteriormente en 1996 vuelve con la ficción diaria de Canal 13, Como pan caliente.
En cine actuó en las películas La voz de mi ciudad (1953) protagonizado por Mariano Mores, Diana Maggi y Santiago Gómez Cou; Balada para un mochilero (1971) encabezada por Arnaldo André, Aldo Barbero y Rodolfo Brindisi; Millonarios a la fuerza (1979), con Luis Landriscina; Mario Sánchez, Elena Lucena y Adolfo Linvel; y en Te rompo el rating (1981), junto a Jorge Porcel y Moria Casán. En sus más de treinta años en el cine fue dirigido por grandes como Tulio Demicheli, Carlos Rinaldi, Hugo Moser y Enrique Dawi, entre otros.
Falleció a los 74 años de edad el 6 de septiembre del 2015 debido a complicaciones naturales en su salud.

## Filmografía
- 1981: Te rompo el rating como actor mozo de telenovela.
- 1980: Departamento compartido como mozo del restaurante.
- 1979: Millonarios a la fuerza
- 1971: Balada para un mochilero.
- 1953: La voz de mi ciudad.

## Televisión
- 1996: Como pan caliente.
- 1964: El soldado Balá.
- 1961/1968: Viendo a Biondi.

## Teatro
- Nerón cumple.
- Chorro de petróleo.
- La revista del Plaza con Roberto Galán, Nanda Giam, "El Turco" Salomón, las hermanas Maggi y la voz de Guillermo Guido.
- Oh Calcuta al uso nostro (1970)
- La revista de Buenos Aires (1971), en el Teatro El Nacional con Alfredo Barbieri, Tito Lusiardo, Rosanna Falasca, Norma Pons, Mimí Pons, Roberto García Ramos, Katia Iaros, Rafael Carret, Adriana Parets y elenco.
- Buenos Aires al verde vivo (1972), con José Marrone, Adolfo Stray, Violeta Montenegro, Katia Iaros, Adriana Parets, Gogó Andreu y Alfredo Barbieri.
- Stray al gobierno, Marrone al poder (1974), encabezado por Adolfo Stray, José Marrone y Estela Raval.
- La banana mecánica (1974), con José Marrone, Estela Raval, Gogó Andreu, Moria Casán y Jorge Luz.
- Érase una vez en Buenos Aires (1976), con Dringue Farías, Rafael Carret, Gogó Andreu, Adriana Parets, Katia Iaros, Carlos Perciavalle, Valeria Lynch y Mimí Ardú.
- Entre julepe y julepe llegaremos al 77 (1976), con Alfredo Barbieri, Don Pelele, Patricia Dal, Nuri Cid, Cacho Espíndola, Ulises Dumont, entre otros.
- ¡Si...fantástica! (1981), con Adriana Aguirre, Alfredo Barbieri, Rudy Chernicoff, Karol Iujas, Jorge Troiani, Tandarica, entre otras.